# Dave Mullins
Dave Mullins est un animateur, scénariste et réalisateur américain.

## Filmographie

### Réalisateur
- 2017 : Lou
- 2023 : War Is Over! Inspired by the Music of John and Yoko

### Scénariste
- 2017 : Lou
- 2023 : War Is Over! Inspired by the Music of John and Yoko

### Animateur
- 1994 : Caraïbes offshore (21 épisodes)
- 1996 : Alien Trilogy
- 1998 : Mon ami Joe
- 1999 : Stuart Little
- 1999 : Fantasia 2000
- 2001 : Monstres et Cie
- 2003 : Le Monde de Nemo
- 2004 : Les Indestructibles
- 2005 : L'Homme-orchestre
- 2006 : Cars
- 2006 : Martin et la Lumière fantôme
- 2007 : Ratatouille
- 2009 : Là-haut
- 2011 : Cars 2
- 2012 : Rebelle
- 2015 : Vice-versa
- 2015 : Le Voyage d'Arlo

## Distinctions

### Récompenses
- Oscars 2024 : Meilleur court métrage (animation) pour War Is Over! Inspired by the Music of John and Yoko

### Nominations
- Oscars 2018 : Meilleur court métrage (animation) pour Lou